# The Contractor – Doppeltes Spiel
The Contractor – Doppeltes Spiel (Originaltitel: The Contractor) ist ein Action-Thriller von Josef Rusnak aus dem Jahr 2007, der als US-amerikanisch-bulgarisch-britische Koproduktion entstand.

## Handlung
Der ehemalige CIA-Scharfschütze James Dial lebt abgeschieden auf seiner Ranch in Montana. Einige Jahre zuvor war er nur Sekunden davon entfernt, den Terroristenanführer Ali Mahmud Jahar auszuschalten, doch eine kurze Ablenkung ermöglichte diesem die Flucht. Jetzt bietet Dials ehemaliger Vorgesetzter Collins ihm die Chance, sich zu rehabilitieren. Er soll den in London festgenommenen Jahar eliminieren. Dial reist nach London, wo ihm der ortskundige Agent Terry Mitchell assistiert. 
Im Glockenturm einer Kirche, gegenüber dem Gebäude, in das Jahar gebracht werden soll, geht Dial in Stellung. Als Jahar eintrifft und aus dem Transportwagen gebracht wird, ist sein Kopf mit einem Stofftuch verhüllt, sodass Dial keine Möglichkeit für einen gezielten Schuss hat. Um nicht noch einmal zu versagen, wartet Dial geduldig auf eine zweite Gelegenheit. Jahar ist mittlerweile im Inneren des Gebäudes angelangt. Dial wechselt sein Zielfernrohr gegen eines mit Polarisationsfilter aus und ist somit in der Lage, Personen hinter den Fenstern zu sehen. Mit einem gezielten Kopfschuss streckt er Jahar schließlich nieder. Mitchell verspätet sich jedoch mit dem Fluchtfahrzeug, da er von zwei Polizisten aufgehalten wird. Nach zahlreichen Versuchen, das Auto zu stoppen, eröffnet die Polizei das Feuer und tötet Mitchell. Mit dem Auto außer Kontrolle, kommt es zu einem Aufprall und Dial wird verwundet. Dial macht sich schwer verletzt auf den Weg zu Mitchells Haus. Dort trifft er die zwölfjährige Nachbarin Emily Day, die seit dem Tod ihrer Eltern bei ihrer Großmutter lebt. Emily hilft Dial, die Blutungen zu stoppen, und versorgt ihn mit Lebensmitteln. 
Auch wenn es gelungen ist, Jahar zu töten, gilt die Mission für Collins als gescheitert, da Dial von Überwachungskameras gefilmt wurde, als er vom Tatort geflohen ist. Außerdem beginnt in den USA eine Untersuchung, um Collins Verwicklung in verschiedene Auftragsmorde zu klären. Wenn eine Beteiligung Dials am Tod von Jahar herauskommt, wird Collins dafür zur Verantwortung gezogen. Als Dial versucht, Großbritannien zu verlassen, wird er am Flughafen sowohl von Collins’ Männern als auch von der örtlichen Polizei entdeckt. Beim Versuch zu fliehen stellt ihn Chief Inspector Andrew Windsor, der dann jedoch von Collins erschossen wird. Um seinen Namen aus dem Vorfall herauszuhalten, versucht Collins, Dial den Mord unterzuschieben. Nun wird Dial von Collins und der gesamten britischen Polizei gejagt. Bei einer Razzia in Emilys Haus entgeht er nur knapp seiner Festnahme; ebenso beim Versuch, sich einen anderen Pass zu besorgen. 
Dial setzt daher alles daran, seine Unschuld zu beweisen, auch mit dem Wissen, dass Inspector Annette Ballard darauf aus ist, den Tod ihres Vaters zu rächen. Er setzt sich telefonisch mit Ballard in Kontakt und versichert ihr, ihren Vater nicht erschossen zu haben. Daraufhin trifft er sich mit ihr in einem noch im Bau befindlichen Einkaufszentrum und übergibt ihr Computerdateien, die die Auftragsmorde der CIA auflisten. Ballard will Dial dennoch festnehmen. Plötzlich jedoch treffen auch Collins und sein Killerkommando ein. Beim folgenden Schusswechsel rettet Dial Ballard das Leben und erlangt so ihr Vertrauen. Auch gelingt es ihm, Collins und seine Männer auszuschalten. An einem Bahnhof verabschiedet er sich von Emily, die dort auf ihn gewartet hat. Auch Ballard trifft am Bahnhof ein, lässt Dial jedoch ziehen, als er in einen Zug einsteigt. Zurück in Montana führt Dial wieder ein normales Leben auf seiner Ranch. Emily und ihrer Großmutter hat er zwei Flugtickets geschickt, damit Emily dabei sein kann, wenn er sein Pferd in die Freiheit entlässt.

## Hintergrund
Die Dreharbeiten fanden in Sofia und Cardiff statt. Der Film wurde erstmals am 10. Juli 2007 in den Vereinigten Staaten auf DVD veröffentlicht. In Deutschland erschien er am 8. November 2007 ebenfalls direkt auf DVD. Am 18. Dezember 2009 wurde er von ProSieben erstmals im deutschen Fernsehen gezeigt.

## Kritiken

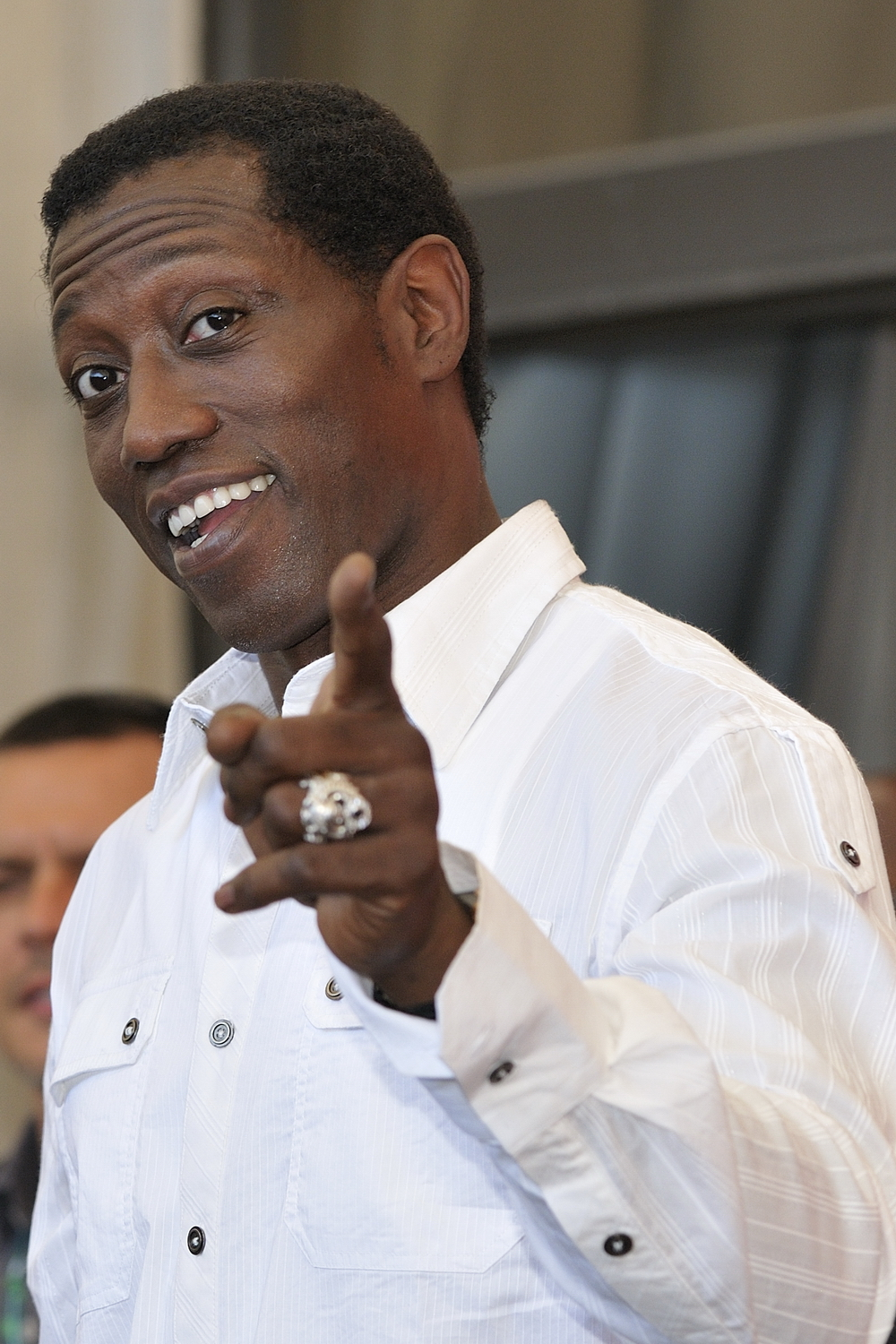
Hauptdarsteller Wesley Snipes (2009)

„Der solide, vornehmlich in Osteuropa produzierte Thriller […] erinnert deutlich an Shooter mit Mark Wahlberg, übernimmt Elemente aus Léon – Der Profi und nervt mit unnötigen Kamera-Gimmicks“, befand Cinema. Das Fazit lautete: „Die Billigversion von Shooter zielt daneben“. Für das Lexikon des internationalen Films war The Contractor – Doppeltes Spiel ein „eher unspektakulärer Actionfilm, der durch seine ungewöhnliche Freundschaftsgeschichte aus dem Rahmen fällt“.
David Nusair von Reel Film Reviews fand, dass der Film besser sei als Wesley Snipes’ zuvor veröffentlichte Direct-to-DVD-Produktionen. Doch sei es Regisseur Josef Rusnak schlichtweg nicht gelungen, die Actionsequenzen effektvoll zu inszenieren. So werde der Zuschauer stattdessen mit „unnötigen Kameratricks, schnellen Schnitten und sogar eingefrorenen Einzelbildern bombardiert“. Daher überzeuge der Film bisweilen mehr als Drama denn als Actionfilm. Einige „wirklich fesselnde“ Darstellerleistungen würden diesen Eindruck nur bestätigen. Trotz des Versuchs, diesem Low-Budget-Film mehr Tiefe zu verleihen, hätten die Drehbuchautoren in Sachen ergreifender Handlung nichts bieten können. 
„Auch wenn die ungewöhnlich starke Leistung der meisten Darsteller die Geschehnisse sporadisch aufwertet“, so Nusair, – Snipes versuche dies zumindest, „während Charles Dance, Lena Headey und vor allem Eliza Bennett Darbietungen liefern, die deutlich besser sind, als es das Material verdient“ –, schaffe es The Contractor nie so ganz, sich als etwas mehr als „ein leicht überdurchschnittlicher Beitrag innerhalb eines sehr verbrauchten Genres“ zu behaupten.

## Deutsche Fassung
Die deutsche Synchronfassung entstand bei der Scalamedia in Berlin. Für Dialogbuch und -regie war Boris Tessmann zuständig.
| Rolle                                | Darsteller         | Synchronsprecher  |
| ------------------------------------ | ------------------ | ----------------- |
| James Dial                           | Wesley Snipes      | Torsten Michaelis |
| Emily Day                            | Eliza Bennett      | Adak Azdasht      |
| Inspector Annette Ballard            | Lena Headey        | Maud Ackermann    |
| Jeremy Collins                       | Ralph Brown        | Frank-Otto Schenk |
| Chief Super Intendant Andrew Windsor | Charles Dance      | Christian Rode    |
| Cramston                             | Iain Robertson     | Bernhard Völger   |
| Terry Mitchell                       | Richard Harrington | Boris Tessmann    |
| Purcell                              | Ryan McCluskey     | Robin Kahnmeyer   |
| King                                 | Stanimir Stamatow  | Klaus-Peter Hoppe |
| Harris                               | Miroslaw Emilow    | Jaron Löwenberg   |
| Beloit                               | Welisar Binew      | Uli Krohm         |
| Ali Mahmud Jahar                     | Nikolaj Sotirow    | Stefan Staudinger |